# Oliver Matthias
Oliver Matthias (* 8. Mai 1960 in Donndorf) ist ein deutscher Jurist und Richter am Bundesgerichtshof.

## Leben
Matthias studierte Rechtswissenschaft an der Humboldt-Universität Berlin und bestand 1985 die Prüfung als Diplom-Jurist. Anschließend nahm er ein Forschungsstudium im Arbeitsrecht auf. In diesem Zusammenhang wurde Matthias 1989 mit der Untersuchung „Erscheinungsformen sozialistischer Produktionsverhältnisse im gesellschaftlichen Produktionsprozess - Regelungsgegenstand des sozialistischen Arbeitsrechts“ zum Dr. iur. promoviert.
1988 wurde Matthias Richterassistent beim Kreisgericht Suhl. 1991 folgte die Übernahme in den höheren Justizdienst des Freistaats Thüringen, wo er zunächst als Richter beim Kreisgericht Suhl tätig war. Anschließend wurde Matthias als Richter beim Arbeitsgericht Eisenach, beim Arbeitsgericht Gera und beim Landgericht Meiningen verwendet. Im Februar 1995 wurde Matthias zum Richter am Landgericht ernannt. Von 1998 bis 2000 war er als wissenschaftlicher Mitarbeiter an den Bundesgerichtshof abgeordnet. Im Jahre 2001 wurde Matthias zum Vorsitzenden Richter am Landgericht Meiningen befördert.
Am 2. Juni 2008 wurde Matthias zum Richter am Bundesgerichtshof ernannt und dem für das Bank-, Wertpapier- und Bürgschaftsrecht zuständigen XI. Zivilsenat zugewiesen.